# Festival du film de Sundance 2000
Le Festival du film de Sundance 2000, 16e édition du festival (16th Sundance Film Festival) organisé par le Sundance Institute, s'est déroulé du 20 au 30 janvier 2000 à Park City (Utah).

## Principaux prix
- Grand prix du jury
  - Documentaires
    - Long Night's Journey Into Day de Frances Reid, Deborah Hoffmann

  - Dramatiques
    - Girlfight de Karyn Kusama
    - You Can Count on Me de Kenneth Lonergan
- Prix spécial du jury
  - Documentaires
    - Aiyana Elliott, pour sa réalisation artistique de The Ballad of Ramblin' Jack
    - Daniel McCabe, Paul Stekler, Steve Fayer, pour l'écriture du scénario du documentaire George Wallace: Settin' the Woods on Fire

  - Dramatiques
    - Songcatcher pour Janet McTeer, Aidan Quinn, Pat Carroll, Jane Adams, Greg Huge, Iris DeMent, pour leur prestation d'ensemble exceptionnelle
    - The Tao of Steve pour Donal Logue, pour ses performances exceptionnelles